# 24 brumaire
24 vendémiaire 24 frimaire
Le quartidi 24 brumaire, officiellement dénommé jour de l'orange, est le 54e jour de l'année du calendrier républicain. Il reste 311 jours avant la fin de l'année, 312 en cas d'année sextile.
C'était généralement le 14e jour du mois de novembre dans le calendrier grégorien.